# Rio Sirinhaém
O rio Sirinhaém  é um curso de água que banha o sudeste do estado de Pernambuco, no Brasil.

## Localização
Sua bacia, segundo a divisão hídrica governamental, corresponde à Unidade de Planejamento Hídrico UP4, e está situada nas geocoordenadas 08º 16’ 05” e 08º 44’ 50” de latitude sul, e 35º 01’ 00” e 35º 47’ 58” de longitude oeste na cidade de Sirinhaém, limitando-se ao norte com a bacia do rio Ipojuca (UP3) e diversas pequenas bacias de rios do Litoral, 3 - GL3 (UP16), ao sul com a bacia do rio Una (UP 5) e o grupo de bacias de pequenos rios litorâneos 4 - GL4 (UP17), a leste com o oceano Atlântico e os grupos de bacias GL3 e GL4, e aoeste com a bacia do rio Una.

## Descrição
O rio nasce no município de Camocim de São Félix, e sua extensão é de cerca de 158 quilômetros, com sentido noroeste-sudeste, sendo o principal curso de água da sua bacia. Atravessa ainda as sedes municipais de Cortês e Gameleira. Seus afluentes mais importantes são: na margem esquerda, os riachos do Sangue e o rio Amaraji - entre todos considerado o afluente mais importante -  Camaragibe, Tapiruçu e Sibiró; e, na margem direita, os riachos Seco, Tanque de Piabas e Várzea Alegre, Córrego Sabiá e rio Cuiambuca.

## Toponímia
"Sirinhaém" é um termo oriundo da língua tupi e significa "prato de siri", através da junção de siri (siri) e nha'em (prato).